# Ducado de Mecklemburgo-Strelitz
El Ducado de Mecklemburgo-Strelitz fue un ducado en el norte de Alemania, consistente en la quinta parte más oriental de la región histórica de Mecklemburgo, aproximadamente correspondiente al actual Distrito de Mecklemburgo-Strelitz (el anterior Señorío de Stargard), y el exclave occidental correspondiente al anterior obispado de Ratzeburg en el moderno Schleswig-Holstein. En el tiempo de su fundación, el ducado bordeaba con el territorio de la Pomerania sueca al norte y con Brandeburgo al sur.

## Historia
Después de más de cinco años de disputa sobre la sucesión a la Casa de Mecklemburgo, el ducado fue fundado en 1701 en el territorio del antiguo ducado de Mecklemburgo-Güstrow. La rama de Güstrow de la Casa de Mecklemburgo se había extinguido con la muerte del Duque Gustavo Adolfo en 1695. El Duque Federico Guillermo de Mecklemburgo-Schwerin reclamaba la herencia, pero tenía que hacer frente a las demandas de su tío Adolfo Federico, marido de María de Mecklemburgo-Güstrow, la hija de Gustavo Adolfo. Los emisarios del Círculo de Baja Sajonia finalmente negociaron un compromiso el 8 de marzo de 1701. El acuerdo creó la final y definitiva división de Mecklemburgo y fue sellado con el Tratado de Hamburgo de 1701. La Sección 2 del tratado establecía Mecklemburgo-Strelitz como ducado por derecho propio y lo asignaba a Adolfo Federico, junto con el Principado de Ratzeburg en la frontera occidental de Mecklemburgo al sur de Lübeck, el Señorío de Stargard en el sureste de Mecklemburgo, con las ciudades de Neubrandenburg, Friedland, Woldegk, Strelitz, Burg Stargard, Fürstenberg/Havel y Wesenberg, y las comandadorías de Mirow y Nemerow. Al mismo tiempo fue reafirmado el principio de primogenitura, y el derecho a convocar el parlamento conjunto (Landtag) era reservado únicamente al Duque de Mecklemburgo-Schwerin. Las disposiciones de 1701 se mantuvieron con pequeños cambios hasta el fin de la monarquía. Ambas partes continuaron autodenominándose Duques de Mecklemburgo; Adolfo Federico tomó su residencia en Strelitz.
El ducado de Strelitz permaneció como una de las regiones más atrasadas del Imperio. No obstante, sus princesas alcanzaron prominentes matrimonios: Carlota de Mecklemburgo-Strelitz, hermana del Duque Adolfo Federico IV, desposó al rey Jorge III en 1761, convirtiéndose así en reina consorte de Gran Bretaña. Su sobrina Luisa de Mecklemburgo-Strelitz, hija del Duque Carlos II de Mecklemburgo, desposó a Federico Guillermo III de Hohenzollern en 1793 y se convirtió en reina consorte de Prusia en 1797.
Mecklemburgo-Strelitz adoptó la constitución de su ducado gemelo en septiembre de 1755. En 1806 excusó la imposición de la ocupación francesa gracias a los buenos oficios del rey de Baviera. En 1808 su duque, Carlos (f. 1816), se unió a la Confederación del Rin, aliada de Napoleón I, pero el 30 de marzo de 1813 se retiró de ella, uniéndose a la coalición antifrancesa en la Guerra de la Sexta Coalición.
El Congreso de Viena reconoció a Mecklemburgo-Strelitz y Mecklemburgo-Schwerin como grandes ducados y miembros de la Confederación Germánica.

## Honores
El condado de Mecklenburg, en Carolina del Norte, EE. UU., que incluye la ciudad de Charlotte, recibe su nombre en honor al ducado. La Ciudad de Charlotte, conocida como "The Queen City" (La Ciudad Reina) fue nombrada en honor a la reina Carlota (en inglés: Charlotte), esposa del rey Jorge III de Inglaterra. La reina Carlota era Princesa Carlota de Mecklemburgo-Strelitz, nacida el 19 de mayo de 1744. Era la hija menor del Duque Carlos Luis Federico de Mecklemburgo-Strelitz, Príncipe de Mirow, y de su esposa, la Princesa Isabel Albertina de Sajonia-Hildburghausen.

## Duques de Mecklenburgo-Strelitz, 1701-1815
- Adolfo Federico II (1701-1708)
- Adolfo Federico III (1708-1752)
- Adolfo Federico IV (1752-1794)
- Carlos II (1794-1815)